# Чуркин, Олег Фёдорович
Олег Фёдорович Чуркин (р. 16 января 1960 года, Севастополь) — гидрограф, капитан 1 ранга (2002), кандидат технических наук (2002), действительный член Русского географического общества (1987), член Гидрографического общества (1992), руководитель гидрографических работ и навигационного обеспечения изысканий ООО «Питер Газ», Москва (2005—2010).

## Биография

### Служба
В 1984 году Олег Фёдорович окончил гидрографический факультет ВВМУ им. М. В. Фрунзе с отличием.
В 1984—1992 годах служил на Черноморском флоте:
- в дивизионе судов Гидрографической службы в должности начальника геофизической лаборатории на ОИС «Фаддей Беллинсгаузен»;
- в 23 Океанографической экспедиции (бывший отдельный гидрографический отряд) в должностях помощника и старшего помощника начальника гидрографической партии Гидрографического отряда, начальника гравиметрической партии Геофизического отряда.

В 1992—2005 годах служил в Санкт-Петербурге в Государственном научно-исследовательском навигационно-гидрографическом институте (ГНИНГИ МО РФ) в должностях:
- от младшего научного сотрудника до начальника лаборатории средств и методов гидрографии Гидрографического отдела;
- начальника Геофизического отдела.

В 1998—2001 годах прошёл обучение в адъюнктуре ГНИНГИ МО РФ по специальности «геодезия и гидрография», получил диплом с отличием с присвоением квалификации «инженер-исследователь».
В 2002 году защитил диссертацию по специальности «геодезия и гидрография» с присвоением ученой степени «кандидат технических наук». Научный руководитель — Н. Н. Неронов, доктор технических наук, профессор, эксперт ВАКа, основатель и президент Гидрографического общества.
В 2004 году Приказом начальника ГУНиО МО РФ был назначен Председателем Государственной комиссии на гидрографическом факультете в ВВМУ им. Фрунзе (выпуск офицеров-гидрографов 2004 г.)

### Увлечения
Фотография. Участвуя в десятках экспедиций, О. Ф. Чуркин не расстаётся с фотоаппаратом, камерой. Его снимки о гидрографических и океанографических работах на море, о красоте природы Арктики, южных морей, о мужественных и интересных людях, с которыми доводилось встречаться. Большое количество снимков о Петербурге и Москве.

## Семья

### Родители
- Отец

Фёдор Семёнович Чуркин (1932—1987) — известный советский гидрограф и геодезист, кандидат технических наук (1982), капитан 1 ранга-инженер, инженер-испытатель ядерного полигона на Новой Земле, преподаватель ВВМУ им. М. В. Фрунзе (1970—1985), доцент (1985), действительный член РГО (1971).
- Мать

Нинель Ивановна Чуркина, урождённая Лебедева (1932—2008), житель блокадного Ленинграда.

### Супруга
Марина Арнольдовна Ремизова — инженер-технолог, работает в области маркетинга и рекламы. Родилась 2 декабря 1971 года в Москве.
Окончила факультет «Биотехнологии», кафедру технологии бродильных производств и виноделия Московского технологического института пищевой промышленности, ныне Московский государственный университет пищевых производств.

### Дети
- Герман Олегович Чуркин (род. 12 марта 1984) — сын от первого брака с Чуркиной, урождённой Кищик Ириной Витальевной
- Софья Олеговна Чуркина (род.12 декабря 2010) — дочь
- Фёдор Олегович Чуркин (род.12 декабря 2010) — сын

## Награды
- Медаль «70 лет Вооружённых Сил СССР»
- Медаль «За безупречную службу» 3 степени
- Медаль «За отличие в военной службе» 2 степени
- Медаль «За отличие в военной службе» 1 степени
- Медаль «300 лет Российскому флоту»

## Членство в научных обществах
- 1987 — действительный член Русского географического общества
- 1992 — член Гидрографического общества[1]
- 2011 — член постоянно действующего технического совещания (ПДТС) по внедрению воздушной лазерной батиметрии[2][3]
- 2012 — член комиссии по техническому регулированию Национального объединения изыскателей (НОИЗ)[4][5]

## Основные научные работы О. Ф. Чуркина

### Тематика научных работ
- Оптимальная периодичность гидрографических исследований в районах активной эволюции береговых зон;
- Установление коэффициентов значимости районов исследований в целях определения рациональной подробности и повторяемости гидрографических работ;
- Оценка изменчивости морского дна с помощью площадных средств съёмки рельефа дна;
- Современное состояние технических средств съемки рельефа и грунта дна, пути их развития;
- Гравиметрическая изученность Мирового океана;
- Батиметрическое обеспечение постановок притопленных буйковых станций;
- Методические и нормативные недостатки в действующих документах, регламентирующих гидрографические работы;
- Супервайзинг инженерных изысканий.

### Основные печатные работы
Список печатных трудов составляет более 30 работ, большинство из которых на специальные темы. Среди открытых работ:
- Чуркин О. Ф. Об одном из способов определения оптимальной периодичности производства промера / Записки по гидрографии, № 222, 1990, С. 26-28.
- Чуркин О. Ф. Оценка степени гидрографической изученности района / Записки по гидрографии. № 228, 1993, С. 48-53.
- Churkin О., Chadwell R., Dempley M., Polyakov I., Dmitrenko I., Timokhov L.. IARC Technical Report of the NABOS/CABOS 2004 Expeditions, Bottom topography at deployment sites, 2004, p. 51-53. и др.[6]
- Чуркин О. Ф., О.Бублик, В.Хвостов, У.Самратов и др. Авиационные батиметрические сканирующие системы. Возможности и сферы применения / Геопрофи № 3, Москва, 2011 г. С.58-63[7]
- Чуркин О. Ф. Популярно о серьезном: Супервайзинг в инженерных изысканиях / Инженерные изыскания № 13, Москва, 2013. С. 14-17 и др.[8]

### Доклады на конференциях
- Международная Конференция «Современные проблемы изучения берегов», СПб, 1995 г.,
- Вторая Российская научно-техническая Конференция «Современное состояние, проблемы навигации и гидрографии», СПб: ГосНИНГИ МО РФ, 1995 г.;
- Третья, Четвёртая и Пятая Международные научно-технические Конференции «Современное состояние, проблемы навигации и гидрографии», СПб: ГосНИНГИ МО РФ, 1998, 2002, 2004 гг.;
- Третья рабочая встреча экспертов по сотрудничеству в исследованиях Арктики в рамках Международного проекта NABOS, СПб: ААНИИ, 2004 г.[9]
- Седьмая Российская научно-техническая Конференция «Навигация, гидрография и океанография: приоритеты развития и инновации морской деятельности», «НГО-2011», СПб: ГосНИНГИ, 2011 г.
- Седьмая и восьмая Общероссийские Конференции «Перспективы развития инженерных изысканий в строительстве в Российской Федерации», Москва, 2011, 2013 гг.[10][11]
- 12-я Международная конференция по гражданскому судостроению, морской технике освоения океана и шельфа, судоремонту и производству судового оборудования «Нева-2013». СПб, 2013 г.[12]
- Первая Международная практическая конференция «Инженерные изыскания на объектах нефтегазового комплекса», Москва 2014.

### Основные научно-технические работы
Более десятка самостоятельных работ и работ в группе авторов на специальные темы в рамках отчётов по НИР и НИОКР в период 1992—2004 гг. Среди открытых:
- «Разработка и обоснование методов автоматизированной обработки гидрографической информации от средств площадного обследования»;
- «Разработка технологии использования автоматизированных комплексов сбора и обработки гидрографической информации в прибрежной зоне»;
- «Разработка и обоснование путей развития системы навигационно-гидрографического и океанографического обеспечения обороны и экономики Российской Федерации»
- «Исследование литодинамических процессов в районе Усть-Лужского канала путём математического моделирования на основе анализа фондовых материалов» и др.

### Навигационные карты и пособия
На систематических съёмках и маршрутных промерах Чуркин О. Ф. выполнил сотни тысяч линейных км. в водах Чёрного, Балтийского, Лаптевых, Карского, Средиземного, Мраморного, Красного и др. морей, Индийского и Атлантического океанов.
Основная практическая деятельность (прибрежный промер в масштабе 1:2000, 1:5000, 1:10000, 1:25000) пришлась на работы в Черноморском бассейне в период 1985-1992 годов. Были выполнены гидрографические съёмки в районах населённых пунктов:
Батуми , Очамчира , Поти, Кулеви (на р. Риони), Сухуми, Новый Афон, Гудаута, Пицунда, Гагра, Леселидзе, Адлер, Сочи, Дагомыс, Головинка, Лазаревское, Туапсе, Ольгинка, Новомихайловский, Джубга, Архипо-Осиповка, Дивноморское, Геленджик, Новороссийск, Анапа, Ялта, Балаклава, Севастополь, Черноморск, Скадовск, Железный порт, а также в районе, Керченского пролива, Ярылгачской бухты (Западный Крым), Джарылгачской и Тендерской косы (Каркинитский залив). Ныне действующие на данные районы морские навигационные карты (МНК) подготовлены по материалам данных съёмок.
- Навигационная карта: Чёрное и Азовское моря. М 1:1 250000. Адмиралтейский номер № 30301. — СПб.: ГУНиО МО РФ, 2003. (Использованы материалы исследований О. Ф. Чуркина 1985—1991 гг.)
- Навигационная карта: Чёрное море. Кавказский берег. От бухты Вулан до порта Очамчира. М 1:300000. Адмиралтейский номер № 32173. — СПб.: ГУНиО МО РФ, 1995. (Использованы материалы исследований О. Ф. Чуркина 1987—1989 гг.)
- Навигационная карта: Чёрное море. Побережье Крыма и Кавказа. От мыса Ильи до бухты Вулан. М 1:300000. Адмиралтейский номер № 32172. — СПб.: ГУНиО МО РФ, 1994. (Использованы материалы исследований О. Ф. Чуркина 1990 г.)
- Навигационная карта: Чёрное море. Побережье Крыма. От мыса Тарханкут до мыса Ильи. М 1:300000. Адмиралтейский номер № 32171. — СПб.: ГУНиО МО РФ, 1990. (Использованы материалы исследований О. Ф. Чуркина 1985—1987 гг.)
- Навигационная карта: Чёрное море. Побережье Крыма. От мыса Тарханкут до мыса Ай-Тодор. М 1:300000. Адмиралтейский номер № 32151. — СПб.: ГУНиО МО РФ, 2005. (Использованы материалы исследований О. Ф. Чуркина 1985—1987 гг.)
- Навигационная карта: Чёрное море. Побережье Крыма. М 1:200000. Адмиралтейский номер № 32104. — СПб.: ГУНиО МО РФ, 2005. (Использованы материалы исследований О. Ф. Чуркина 1985—1987 гг.)
- Навигационная карта: Чёрное море. Побережье Крыма. От Севастополя до мыса Тарханкут. М 1:200000. Адмиралтейский номер № 32103. — СПб.: ГУНиО МО РФ, 2005. (Использованы материалы исследований О. Ф. Чуркина 1985—1987 гг.)
- Навигационная карта: Чёрное море. Побережье Крыма и Кавказа. От Феодосии до Анапы. М 1:200000. Адмиралтейский номер № 32105. — СПб.: ГУНиО МО РФ, 2005. (Использованы материалы исследований О. Ф. Чуркина 1985—1990 гг.)
- Навигационная карта: Чёрное море. Кавказский берег. От порта Туапсе до порта Сочи. М 1:100000. Адмиралтейский номер № 33114. — СПб.: ГУНиО МО РФ, 2000. (Использованы материалы исследований О. Ф. Чуркина 1988—1989 гг.)
- Навигационная карта: Чёрное море. Кавказский берег. От Геленджикской бухты до порта Туапсе. М 1:100000. Адмиралтейский номер № 33113. — СПб.: ГУНиО МО РФ, 2000. (Использованы материалы исследований О. Ф. Чуркина 1988—1989 гг.)
- Навигационная карта: Чёрное море. Кавказский берег. От мыса Анапский до мыса Идокопас. М 1:100000. Адмиралтейский номер № 33112. — СПб.: ГУНиО МО РФ, 2000. (Использованы материалы исследований О. Ф. Чуркина 1990 г.)
- Навигационная карта: Чёрное море. Подходы к Керченскому проливу. М 1:100000. Адмиралтейский номер № 33111. — СПб.: ГУНиО МО РФ, 2000. (Использованы материалы исследований О. Ф. Чуркина 1988—1991 гг.)
- Навигационная карта: Чёрное море. Кавказский берег. Порт Туапсе с подходами. М 1:50000. Адмиралтейский номер № 35160. — СПб.: ГУНиО МО РФ, 2005. (Использованы материалы исследований О. Ф. Чуркина 1989—1990 гг.)
- Навигационная карта: Чёрное море. Кавказский берег. Порт Сочи и рейд Адлер с подходами. М 1:50000. Адмиралтейский номер № 35163. — СПб.: ГУНиО МО РФ, 2001. (Использованы материалы исследований О. Ф. Чуркина 1988 г.)
- Навигационная карта: Чёрное море. Кавказский берег. Подходы к Новороссийску и Геленджику. М 1:50000. Адмиралтейский номер № 35156. — СПб.: ГУНиО МО РФ, 1994. (Использованы материалы исследований О. Ф. Чуркина 1990 г.)
- Навигационная карта: Чёрное море. Кавказский берег. Анапский рейд и якорные места у мыса Утриш. М 1:25000. Адмиралтейский номер № 38170. — СПб.: ГУНиО МО РФ, 1995. (Использованы материалы исследований О. Ф. Чуркина 1990 г.)
- Навигационная карта: Чёрное море. Кавказский берег. Подходы к порту Анапа. М 1:25000. Адмиралтейский номер № 38168. — СПб.: ГУНиО МО РФ, 1990. (Использованы материалы исследований О. Ф. Чуркина 1989 г.)
- Навигационная карта: Чёрное море. Кавказский берег. Бухты Джубга и Тенгинская. М 1:10000. Адмиралтейский номер № 38175. — СПб.: ГУНиО МО РФ, 2003. (Использованы материалы исследований О. Ф. Чуркина 1989 г.)
- Навигационная карта: Чёрное море. Кавказский берег. Бухты Рыбацкая (Голубая), Геленджикская, Вулан и устье реки Мезыб Джубга и Тенгинская. М 1:10000. Адмиралтейский номер № 38171. — СПб.: ГУНиО МО РФ, 1997. (Использованы материалы исследований О. Ф. Чуркина 1990 г.)

## Основные экспедиционные и исследовательские работы О. Ф. Чуркина
В период с 1984 по 1992 год в качестве вахтенного гидрографа, начальника гидрографической, геофизической партии, начальника отряда, заместителя начальника и начальника экспедиции.
Районы работ: Чёрное море, Азовское море, Эгейское море, Мраморное море, Средиземное море, Красное море, Суэцкий канал, Индийский океан, Атлантический океан.
- гидрографические работы (промер) на Кавказе от границы СССР с Турцией до р-на г. Анапа, в Керченском проливе и Азовском море, на побережье Крыма, в Каркинитском заливе;
- гидрографические работы (маршрутный промер) по Чёрному, Эгейскому, Мраморному, Средиземному, Красному морям, Суэцкому каналу;
- гидрографические работы, гравиметрическая и магнитная съёмка в Индийском и Атлантическом океанах;
- магнитная съёмка в Азовском море.

В период с 1995 по 2005 год в качестве вахтенного гидрографа, руководителя камеральной группы, менеджера по оборудованию, старшего гидрографа, научного руководителя, наблюдающего
Районы работ: Чёрное море, Балтийское море, море Лаптевых, Северный Ледовитый океан, Тихий океан, пролив Невельского
- 1995 — Инженерно-гидрографические, инженерно-гидрометеорологические изыскания по трассам прокладки подводных волоконно-оптических линий связи «Новороссийск-Сочи-Поти».
- 1995 — Оптимизация ТЭО обустройства Приразломного месторождения в части навигационно-гидрографического и гидрометеорологического обеспечения.
- 1995 — Обеспечение навигационной безопасности мореплавания при обустройстве Штокмановского газоконденсатного месторождения.
- 1995 — Разработка технико-экономического обоснования возможности прокладки газопровода по акватории Балтийского моря.
- 1996 — Технический проект системы навигационного обеспечения морских и воздушных перевозок (В составе проекта «Обустройство нефтяного месторождения Приразломное»).
- 1997 — Технический проект по навигационно-гидрографическому и гидрометеорологическому обеспечению перегона МЛСП Приразломное в точку установки на месторождении (в составе проекта проводки по каналу Северодвинского порта и морской буксировки МЛСП для месторождения Приразломное).
- 1997 — Инженерно-гидрографические, инженерно-гидрометеорологические изыскания по трассе прокладки подводного газопровода Голубой поток Россия — Турция.
- 1998 — Камеральные инженерно-изыскательские работы по уточнению маршрута проведения изысканий по трассе Североевропейского газопровода в российских территориальных водах.
- 1998 — Камеральные инженерно-изыскательские работы для оптимизации трассы морского газопровода Джубга-Якорная Щель.
- 1998 — Морские инженерные изыскания по трассам Североевропейского газопровода на акватории Балтийского моря.
- 1998—1999 — Исследование литодинамических процессов и прогноз переформирования рельефа дна в районе Усть-Лужского канала под воздействием природных факторов.
- 1999 — Комплексные океанографические работы под проектирование подводной кабельной волоконно-оптической линии связи Россия-Финляндия.
- 2000 — Навигационно-гидрографическое обеспечение работ по прокладке подводных волоконно-оптических линий связи в районе б. Джубга.
- 2000 — Инженерно-гидрографические, инженерно-гидрометеорологические изыскания по трассам прокладки подводных волоконно-оптических линий связи в районе б. Джубга.
- 2000 — Анализ природных и навигационно-гидрографических характеристик района прохождения маршрутов морских газопроводов Штокмановского проекта.
- 2001 — Морские инженерно-гидрометеорологические исследования в районе о. Сахалин совместно с Датским гидрологическим институтом (DHI).
- 2001 — Изучение влияния р. Невы на воды Финского залива. Уточнение дистанционных картографических наблюдений[13].
- 2001 — Экологическая ситуация в Финском заливе. Проект Финляндского института морских исследований (FIMR) FINGULF[13].
- 2002 — Обоснование маршрутов трасс морского газопровода по дну Балтийского моря.
- 2002 — Разработка временного подходного пути и проекта временных СНО для обеспечения навигационной безопасности судов на подходах к заливу Чайво.
- 2002 — Анализ фондовых материалов по навигационно-гидрографической, гидрометеорологической, геологической и литодинамической изученности районов возможного выхода нефтепровода в странах Азиатско-Тихоокеанского региона и разработка предложений по проведению изысканий.
- 2002 — Морские инженерно-гидрографические изыскания в районе залива Чайво, о. Сахалин.
- 2002, 2004, 2005 — Исследование роли процессов трансформации Атлантических вод на материковом склоне и глубоководной части моря Лаптевых в формировании современных климатических изменений в Арктике. Совместный российско-американский проект АВЛАП/NABOS[14] Арктического и Антарктического научно-исследовательского института (ААНИИ) и Международного арктического центра при университете г. Фербенкс (IARC), США, штат Аляска[15].
- 2005—2006 — Инженерные изыскания по Балтийскому морю по проекту Североевропейский газопровод (NordStream).
- 2007 — Инженерные изыскания по Баренцеву морю по проекту Штокмановское газоконденсатное месторождение.
- 2007—2008 — Инженерные изыскания по Чёрному морю по проекту газификации Краснодарского края, газопровод Джубга-Лазаревское-Сочи.
- 2008 — Инженерные изыскания по Карскому морю по проекту перехода газопровода через Байдарацкую губу.
- 2009—2013 — Инженерные изыскания по Чёрному морю по проекту Южный поток[16][17].

## Морские изыскания для строительства газопроводов
В период с 2005 по 2010 год в качестве начальника партии, заместителя начальника экспедиции, начальника отдела, супервайзера
Районы работ: Чёрное море, Балтийское море, Баренцево море, Карское море
- 2005—2006 — Инженерные изыскания по Балтийскому морю по проекту Североевропейский газопровод (Nord Stream)[18].
- 2007 — Инженерные изыскания по Баренцеву морю по проекту Штокмановское газоконденсатное месторождение[19].
- 2007—2008 — Инженерные изыскания по Чёрному морю по проекту газификации Краснодарского края, газопровод Джубга-Лазаревское-Сочи[20].
- 2008 — Инженерные изыскания по Карскому морю по проекту перехода газопровода через Байдарацкую губу.
- 2009 — Инженерные изыскания по Чёрному морю по проекту Южный поток.

Возглавляя с 2005 года изыскания в области гидрографии в ООО «Питер Газ» (Москва) и ныне продолжает работу по специальности.